# 赤楚衛二
赤楚衛二（日语：／ Akaso Eiji；1994年3月1日—），日本男演員、模特兒，出身自愛知縣，身高178公分，所屬經紀公司為Tristone娛樂。2020年在東京電視台深夜劇《如果30歲還是處男，似乎就能成為魔法師》飾演「安達清」一角走紅。

## 個人簡歷
父親為語言學者、名古屋學院大學教授、校長。16歲的時候所屬名古屋的模特兒事務所FORM JAPAN，以赤楚衛的名義以模特兒、藝人身分進行藝能活動。2010年加入名古屋的男性組合IKEMENNAGOYA（後改名為BOYS AND MEN），成為所屬的旗下藝人，參與舞台公演、綜藝節目的常規人員等活動。
2013年，在Samantha Thavasa舉辦的男性模特兒選舉中得到冠軍。2014年加入現時的經紀人公司Tristone娛樂。由2015年1月15日開始改藝名赤楚衛二，並以演員身分參與藝能活動，並開始參演電視劇、電影等。
2017年，在Amazon Prime Video《幪面超人Amazon》中飾演長瀨裕樹後，在同年9月《幪面超人Build》中飾演萬丈龍我／幪面超人Cross-Z，連續出演兩套幪面超人系列作品。
2019年，與馬場富美加首次雙主演電視劇《老師，你不知道嗎？》。2020年，在《如果30歲還是處男，似乎就能成為魔法師》首次單獨擔任電視劇主演，人氣急升，也是繼要潤和吉澤亮後第三位出演《假面騎士》后人氣急升的非主騎演員。
2022年憑藉石子與羽男：這種事能告嗎？獲得第113回日劇學院賞助演男優賞。

## 作品列表

### 電視劇
| 年份   | 電視台     | 劇名                                   | 角色                      | 備註                 |
| 2015年 | TBS電視台  | 表參道高校合唱部！                     | 石川翔                    |                      |
| 2016年 | TBS電視台  | 別讓我走                               |                           | 第二集出演           |
| 2016年 | 东京电视台 | 模仿犯                                 |                           |                      |
| 2016年 | 关西电视台 | 原以為命中注定的戀愛不會降臨           |                           |                      |
| 2017年 | 日本电视台 | 弗蘭肯斯坦之戀                         |                           | 第1集出演            |
| 2017年 | 朝日电视台 | 假面騎士Build                          | 萬丈龍我／假面騎士Cross-Z |                      |
| 2018年 | 朝日电视台 | 假面騎士ZI-O                           | 萬丈龍我／假面騎士Cross-Z | 1-2集出演            |
| 2019年 | 日本电视台 | Innocence 冤罪律師                     | 石和德則                  |                      |
| 2019年 | 讀賣電視台 | 我分享了丈夫？                         | 松田秀明                  |                      |
| 2019年 | 每日放送   | 老師，你不知道嗎？                     | 城戶理一                  | 與馬場富美加雙主演   |
| 2019年 | 富士电视台 | 慌亂廣告                               | 新倉泰斗                  |                      |
| 2020年 | 朝日电视台 | 科搜研之女                             | 川上夏夫                  | 第31集出演           |
| 2020年 | 每日放送   | 別對映像研出手！                       | 小林                      |                      |
| 2020年 | 日本电视台 | 美食偵探 明智五郎                      | 野中                      | 第三集出演           |
| 2020年 | 富士电视台 | 偵探 由利麟太郎                        | 五月翔太                  | 第二集出演           |
| 2020年 | 东京电视台 | 如果30歲還是處男，似乎就能成為魔法師   | 安達清                    | 主演                 |
| 2021年 | WOWOW      | 鐵證懸案～真相之門～                   | 平山陽介                  | 第三季第六集客串出演 |
| 2021年 | 日本电视台 | 我家女兒交不到男友!!                   | 久遠悠人                  | 第4集客串出演        |
| 2021年 | 富士电视台 | 監察醫 朝顏                            | 宮田市郎                  | 第二季第13集客串出演 |
| 2021年 | 東京電視台 | 白鷹雨音的搜查檔案                     | 兔束晉作                  |                      |
| 2021年 | 關西電視台 | 她很漂亮                               | 樋口拓也                  | 男二                 |
| 2021年 | 富士電視台 | SUPER RICH                             | 春野優                    | 男一                 |
| 2021年 | 富士電視台 | 世界奇妙物語'21 秋季特別編「穿越」     | 大倉幹夫                  | 主演                 |
| 2022年 | WOWOW      | 擅入寄居者 Season 1                    | 四宮勇氣                  | 主演                 |
| 2022年 | TBS電視台  | 石子與羽男-這種事能告嗎？-             | 大庭蒼生                  | 男二                 |
| 2022年 | NHK        | 飛舞吧！                               | 梅津貴司                  |                      |
| 2023年 | 富士電視台 | 風間公親－教場0－                      | 瓜原潤史                  | 第1集・第2集出演     |
| 2023年 | TBS電視台  | Pending Train－8時23分，明天和你在一起 | 白浜優斗                  | 男二                 |
| 2023年 | 日本電視台 | 往這邊看 向井君                        | 向井悟                    | 主演                 |
| 2024年 | 富士電視台 | Re:Revenge－在欲望的盡頭－             | 天堂海斗                  | 主演                 |
| 2025年 | 日本電視台 | 遺產偵探                               | 灰江七生                  | 主演                 |
| 未定   | WOWOW      | 大長今                                 | 中宗（晉城大君）          |                      |

### 電影
| 年份   | 劇名                                                            | 角色                      | 备注               |
| 2015年 | 女主角失格                                                      |                           |                    |
| 2015年 | 通學電車                                                        | 吉澤涼介                  |                    |
| 2015年 | 通學途中                                                        | 吉澤涼介                  |                    |
| 2016年 | SCOOP!                                                          |                           |                    |
| 2017年 | 今天的吉良同學                                                  |                           |                    |
| 2017年 | 幪面超人平成 GENERATIONS FINAL BUILD & EX-AID with 傳說幪面超人 | 萬丈龍我／幪面超人Cross-Z |                    |
| 2018年 | 劇場版 幪面超人Build Be The One                                 | 萬丈龍我／幪面超人Cross-Z |                    |
| 2018年 | 幪面超人平成 Generations Forever                                | 萬丈龍我／幪面超人Cross-Z |                    |
| 2020年 | 交錯的想念                                                      | 乾和臣                    |                    |
| 2020年 | 交錯的想念（動畫電影）                                          | 男學生                    | 配音               |
| 2020年 | 別對映像研出手！                                                | 小林                      |                    |
| 2020年 | 尋找YAUNPE                                                      |                           |                    |
| 2021年 | 妖怪大戰爭 Guardians                                            | 天邪鬼                    |                    |
| 2022年 | 決戰星期天                                                      | 岩渕勇氣                  |                    |
| 2022年 | 櫻桃魔法 THE MOVIE〜如果30歲還是處男，似乎就能成為魔法師 〜     | 安達清                    | 主演               |
| 2023年 | 殭屍100～在成為殭屍前要做的100件事～                            | 天道輝                    | 主演               |
| 2024年 | 如果德川家康成為首相怎麼辦？                                    | 坂本龍馬                  |                    |
| 2024年 | 六個說謊的大學生                                                | 波多野祥吾                | 主演               |
| 2025年 | 366日                                                           | 真喜屋湊                  | 主演               |
| 2025年 | 發生在近畿某處的那些事（日語：近畿地方のある場所について）      | 小沢悠生                  | 與菅野 美穗雙 主演 |

### 超戰鬥DVD
- 《假面騎士Build 誕生！熊電視！ VS假面騎士Grease》

(てれびくん超バトルDVD 仮面ライダービルド 誕生！クマテレビ!! VS仮面ライダーグリス)
（2018年1月) ：飾演  萬丈龍我／假面騎士Build|假面騎士Build 誕生！Cross-Z

### OV作品
- 《Build NEW WORLD》：飾演  萬丈龍我／幪面超人Cross-Z 
  - 《Build NEW WORLD 假面騎士Cross-Z》（2019年4月24日）：主演 萬丈龍我／幪面超人Cross-Z
  - 《Build NEW WORLD 假面騎士Grease》（2019年11月27日）：飾演 萬丈龍我／幪面超人Cross-Z

### 網路劇
- AKB驚悚之夜　腎上腺素之夜 第16集（2015年11月25日，朝日電視動畫）
- 東京女子圖鑑 第9-10集（2016年12月16日，亞馬遜Prime影音）：飾演 航平
- 浪人餐桌 第5集（2017年3月17日，Netflix）
- 假面騎士Amazons第二季（2017年4月14日－2017年6月30日，Amazon Prime・video）：飾演 長瀨裕樹
- 《假面騎士ZI-O 補完計畫》 2.5集（2018年9月9日、東映特攝粉絲俱樂部）：飾演 萬丈龍我
- 三倍任務!!! 女演員們的夢想、製成電視劇 （页面存档备份，存于） 「8：2」（2020年7月1日、[ ひかりTV]/[dTV頻道]/Amazon Prime・Video）：飾演 戶村翔

### 電視動畫
- 殭屍100～在成為殭屍前要做的100件事～ 第7話（2023年9月3日，每日放送、TBS電視台）：飾演 避難民客人1[11]

### 舞台劇
- ストレートドライブ!（日语：BOYS AND MEN#ストレートドライブ!）（2010年 - 2011年）
- ASU（2013年）：飾演 スカンダ
- 黑子的籃球：飾演 櫻井良
  - THE ENCOUNTER (2016年4月8日－4月24日，東京SUNSHINE劇場（日语：サンシャイン劇場））
  - OVER-DRIVE（2017年6月22日－7月9日，AiiA 2.5 Theater Tokyo（日语：アイアシアタートーキョー） / 7月13日－17日，森ノ宮ピロティホール（日语：森ノ宮ピロティホール））
- 露出狂（日语：露出狂 (劇作品)）（2016年9月30日 - 10月10日)
- 民眾之敵（2018年11月29日－12月23日）：飾演 記者 Billing

### 綜藝節目
- サタメン!!!（日语：サタメン!!!）（2011年4月 - 2012年3月、中京電視台） - 「春男」成員
- 〜父母愛情故事〜 父母劇場（日语：〜両親ラブストーリー〜 オヤコイ） （2018年9月27日、讀賣電視台） - 電視劇部分：飾演 鶴野剛士 父親
- 男女好機車（日语：痛快TV スカッとジャパン）（富士電視台）
  - （2016年6月13日） - 飾演 高中一年級・渡邊彰
  - （2017年1月16日） - 飾演 大學生・小島修治
  - （2021年9月13日） - 飾演 飯店工程師・田所
  - （2021年11月8日）

- 突然ですが占ってもいいですか？（日语：突然ですが占ってもいいですか？）（2021年10月13日、富士電視台）

### 電台節目
- GO!GO!SARU ROCK!（2011年11月 - 2012年3月、FM AICHI（日语：エフエム愛知））

### 廣播劇
- Saturday Drama House 美男子劇場「魔のつぶやき」（2017年2月、JFN）：飾演 岡田亮

### 廣告
- Samantha Thavasa「Samantha Tiara 2013 聖誕首飾」（2013年）
- 花王篇（2016年2月）
- DK SELECT（日语：大東建託）「暮らしのはじまり」篇（2017年4月)
- 大塚製藥（2018年5月）
- みろくの里（日语：みろくの里）篇（2019年7月）
- Nintendo Switch 「NEW 寶可夢隨樂拍」旁白（2021年4月）[12]
- 明治「脂肪対策ヨーグルト （页面存档备份，存于）」（2022年10月）
- KUMON「赤楚衛二、KUMON OBとして＂あいうえお作文"で熱い 応援メッセヅ」（2023年4月）[13]
- ALBION 品牌大使（台灣、韓國、中國）（2023年5月）[14]
- Indeed [15]（2023年6月）

### 模特兒
- （2010年） - 廣告模特兒
- （2011年） -廣告模特兒
- Samantha Thavasa（日语：サマンサタバサ）（2013年） - 男性模特兒

### MV出演
- SHE'S（日语：SHE'S）「Masquerade」、「Letter」、「Your Song」（2019年9月）

### 其他
- TristoneTV（2019年-） - 常規嘉賓

## 書籍
- 寫真集「A」（2020年11月28日，WANI BOOKS）

## 外部連結
- 經紀公司官方網站（日語）
- 赤楚衛二的哔哩哔哩空间
- 赤楚衛二的新浪微博
- 赤楚衛二的X（前Twitter）
- 赤楚衛二的Instagram帳戶
- 個人部落格（日語）